# The Truman Show (soundtrack)
The Truman Show is de originele soundtrack, gecomponeerd door Burkhard Dallwitz en Philip Glass voor de film The Truman Show uit 1998 van Peter Weir. Het album werd uitgebracht op 2 juni 1998 door Milan Records.

## Achtergrond
Dallwitz werd ingehuurd nadat Weir een tape van zijn werk had ontvangen tijdens zijn verblijf in Australië voor de postproductie. Sommige delen van de soundtrack werden gecomponeerd door Glass, waaronder vier stukken die in zijn eerdere werken voorkwamen (Powaqqatsi, Anima Mundi en Mishima; het openingsdeel van laatstgenoemde is te horen tijdens de aftiteling van The Truman Show). Glass is ook te zien in de film, waarin hij zijn compositie "Truman Sleeps" speelt.
Dallwitz en Glass wonnen de Golden Globe voor beste originele muziek.

## Tracklijst
| 1.                 | Trutalk                                            | Burkhard Dallwitz | 1:18  |
| 2.                 | It's A Life                                        | Burkhard Dallwitz | 1:29  |
| 3.                 | Aquaphobia                                         | Burkhard Dallwitz | 0:40  |
| 4.                 | Dreaming of Fiji                                   | Philip Glass      | 1:54  |
| 5.                 | Flashback                                          | Burkhard Dallwitz | 1:19  |
| 6.                 | Anthem - Part 2                                    | Philip Glass      | 3:50  |
| 7.                 | The Beginning                                      | Philip Glass      | 4:06  |
| 8.                 | Romance-Larghetto (Performed by Arthur Rubinstein) | Frédéric Chopin   | 10:42 |
| 9.                 | Drive                                              | Burkhard Dallwitz | 3:34  |
| 10.                | Underground                                        | Burkhard Dallwitz | 0:56  |
| 11.                | Do Something!                                      | Burkhard Dallwitz | 0:44  |
| 12.                | Living Waters                                      | Philip Glass      | 3:48  |
| 13.                | Reunion                                            | Burkhard Dallwitz | 2:26  |
| 14.                | Truman Sleeps                                      | Philip Glass      | 1:51  |
| 15.                | Truman Sets Sail                                   | Burkhard Dallwitz | 1:55  |
| 16.                | Underground/Storm                                  | Burkhard Dallwitz | 3:37  |
| 17.                | Raising the Sail                                   | Philip Glass      | 2:13  |
| 18.                | Father Kolbe's Preaching                           | Wojciech Kilar    | 2:26  |
| 19.                | Opening                                            | Philip Glass      | 2:14  |
| 20.                | A New Life                                         | Burkhard Dallwitz | 1:58  |
| 21.                | 20th Century Boy (Performed by The Big Six)        | Marc Bolan        | 3:07  |
| Totale duur: 56:08 |                                                    |                   |       |

## Overige credits
- Bunny Andrews – editor
- Earl Boen – stem (dialoog)
- Jim Carrey – stem (dialoog)
- Emmanuel Chamboredon – uitvoerend producent (Milan Executive Album Producer)
- Don Murray – opnametechnicus
- Toby Pieniek – uitvoerend producent (Milan Executive Album Producer)
- Michael Riesman – dirigent (tracks: 6, 7, 12 en 19)

## Hitnoteringen

### NPO Klassiek Filmmuziek Top 200
| The Truman Show in de NPO Klassiek Filmmuziek Top 200 | The Truman Show in de NPO Klassiek Filmmuziek Top 200 | The Truman Show in de NPO Klassiek Filmmuziek Top 200 |
| Jaar                                                  | 2024                                                  | 2025                                                  |
| ----------------------------------------------------- | ----------------------------------------------------- | ----------------------------------------------------- |
| Positie                                               | 110                                                   | 165                                                   |

## Prijzen en nominaties
| Jaar | Prijs        | Categorie              | Genomineerde(n)                   | Uitslag  |
| ---- | ------------ | ---------------------- | --------------------------------- | -------- |
| 1999 | Golden Globe | Beste originele muziek | Burkhard Dallwitz en Philip Glass | Gewonnen |